# Generacija X
Generacija X (engleski Generation X ili Gen X) je izraz koji označava pripadnike naraštaja rođenih nakon završetka baby boom generacije u zapadnom svijetu. Nije jasno određeno razdoblje ili vremenski okviru. Smatraju se u glavnom osobe rođene od druge polovice 1960-ih preko 1970-ih sve do samog početka 1980-ih. 
Izraz je popularizirao kanadski pisac Douglas Coupland rabeći ga kao naslov svog romana Generation X: Tales for an Accelerated Culture iz 1991. godine. U romanu je opisao život teenagera u Južnoj Kaliforniji, a što je poslužilo kao referenca za razlike u odnosu na način života i svjetonazor njihovih roditelja koji su pripadali prethodnom baby boomer naraštaju.
U SAD-u se za pripadnike generacije X ponekad rabio i izraz baby buster, kako bi se označila njihova malobrojnost u odnosu na prethodnu generaciju, odnosno pad nataliteta u odnosu na razdoblje baby boom-a.